# 托賓山
73°17′S 162°52′E / 73.283°S 162.867°E
托賓山（英語：Tobin Mesa）是南極洲的山峰，位於維多利亞地，屬於梅薩山脈的一部分，北面是佩恩山，南面是蓋爾山，由新西蘭探險隊命名，現時由南極條約體系管理。